# Mission: Impossible – Odplata
Mission: Impossible – Odplata (původně s dodatkem První část, v anglickém originále Mission: Impossible – Dead Reckoning, původně s dodatkem Part One) je americký akční film, který natočil Christopher McQuarrie podle scénáře McQuarriea a Erika Jendresena. Jedná se o sedmý díl filmové série Mission: Impossible a zároveň o pokračování předchozího filmu Fallout. Příběh se odehrává kolem Ethana Hunta a jeho týmu IMF, když střetnou s tajemným nepřítelem – umělou inteligencí – známou jako „Entita“ a Hunt je nucen zvážit, že na ničem nemůže záležet víc než na jeho poslání za spravedlivost.
Hlavní role z předchozích dílů si zopakovali Tom Cruise, Ving Rhames, Henry Czerny, Simon Pegg, Rebecca Fergusonová, Vanessa Kirby a Frederick Schmidt. Nové hlavní role si zahráli Hayley Atwellová, Pom Klementieff, Shea Whigham, Mark Gatiss a Cary Elwes.
Natáčení začalo v únoru 2020 v Itálii, ale bylo zastaveno kvůli pandemii covidu-19. Obnovilo se později téhož roku, přičemž se následně natáčelo v Norsku, Spojeném království a Spojených arabských emirátech. Do kin v USA byl uveden 12. července 2023, v Česku 13. července 2023. Spolu s tímto dílem se natáčel i osmý díl série, které byl původně naplánován na 28. června v USA a 27. června 2024 v Česku.

## Obsazení
- Tom Cruise jako Ethan Hunt – agent IMF a vedoucí týmu
- Hayley Atwellová jako Grace – zlodějka a nová spojenkyně Hunta[4][5]
- Ving Rhames jako Luther Stickell – počítačový technik IMF, člen Huntova týmu a jeho přítel
- Simon Pegg jako Benji Dunn – technický agent IMF a člen Huntova týmu
- Rebecca Fergusonová jako Ilsa Faustová – bývalá agentka MI6, která se spojila s Huntovým týmem během Národu grázlů a Falloutu[6]
- Vanessa Kirby jako Alanna Mitsopolisová – obchodnice se zbraněmi na černém trhu
- Esai Morales jako Gabriel – terorista, který s pomocí Entity, umělé inteligence, chce ovládnout svět[7]
- Henry Czerny jako Eugene Kittridge – bývalý ředitel IMF z Mission: Impossible[8]
- Pom Klementieff jako Paris –francouzská vražedkyně, která má za úkol pronásledovat Ethana a Grace pro svého šéfa Gabriela
- Cary Elwes jako ředitel Národní zpravodajské služby Denlinger
- Shea Whigham jako Jasper Briggs – vymahač, který se snaží vystopovat Ethana Hunta

Dále si ve filmu zopakuje roli Zoly Mitsopolise Frederick Schmidt a ve vedlejších rolích se přidají Charles Parnell, Rob Delaney, Indira Varma, Mark Gatiss, Greg Tarzan Davis a Mariela Garriga.

## Produkce

### Oznámení a obsazení
Již 14. ledna 2019 Tom Cruise oznámil, že sedmý a osmý díl Mission: Impossible bude psát i režírovat Christopher McQuarrie, přičemž filmy budou do kin uvedeny 23. července 2021 a 5. srpna 2022.
V únoru 2021 společnost Paramount Pictures však uvedla, že zrušila natáčení osmého dílu spolu se sedmým, ale Rebecca Fergusonová to vyvrátila, když potvrdila svůj návrat do role Ilsy Faustové. V září 2019 McQuarrie na Instagramu oznámil, že se k obsazení připojila Hayley Atwellová, a připojila se také herečka Pom Klementieff. V prosinci 2019 potvrdil svůj návrat do filmů Simon Pegg a připojil se i herec Shea Whigham. V lednu 2020 byl obsazen Nicholas Hoult do role záporáka, Henry Czerny, který si poprvé od původního filmu z roku 1996 zopakoval roli Eugena Kittridge a rovněž Vanessa Kirby oznámila, že se vrací do obou plánovaných filmů. V květnu 2020 bylo oznámeno, že Esai Morales nahradí Houlta v roli záporáka v obou filmech kvůli konfliktům v natáčení jiných filmů. V březnu 2021 McQuarrie na Instagramu prozradil, že se k obsazení připojili Rob Delaney, Charles Parnell, Indira Varma, Mark Gatiss a Cary Elwes. Téhož dne bylo potvrzeno, že se k obsazení připojil také Greg Davis.

### Natáčení
Pod pracovním názvem Libra mělo natáčení začít 20. února 2020 v Benátkách, trvat tři týdny a v polovině března se přesunout na 40 dní do Říma, ale kvůli pandemii covidu-19 v Itálii byla produkce v zemi zastavena. O tři týdny později začaly kaskadérské zkoušky v anglickém Surrey, těsně před přestávkou 6. července 2020. Po přestávce dostal štáb přijíždějící do Velké Británie povolení začít přípravu na natáčení, aniž by musel projít povinnou 14denní karanténou, ve studiích Warner Bros. v Leavesdenu. Následující měsíc bylo podobné povolení uděleno pro natáčení v norském kraji Møre a Romsdal. Ve stejném měsíci také vypukl rozsáhlý požár na kaskadérské plošině v Oxfordshire, kde herci zkoušeli, ale nikdo nebyl zraněn.
Natáčení oficiálně začalo 6. září 2020, kdy McQuarrie zveřejnil na Instagramu fotografie z natáčení. Zároveň bylo zveřejněno, že film je natáčen kamerami Sony CineAlta Venice, čímž se stal prvním filmem ze série Mission: Impossible, který byl natočen digitálně. V říjnu 2020 se natáčelo napříč Norskem. 26. října 2020 byla v Itálii zastavena produkce poté, co bylo 12 lidí na place pozitivně testováno na covid-19.
Časopis Variety oznámil, že film dokončí hlavní natáčení ve filmových studiích Longcross ve Velké Británii, přičemž produkce se přesune ze studií Warner Bros. v Leavesdenu. V únoru 2021 skončilo natáčení na Blízkém východě a štáb se měl vrátit do Londýna na dokončovací práce.
20. dubna 2021 začalo natáčení v malé vesničce Levisham v Severním Yorkshiru, pro část filmu odehrávající se ve švýcarských Alpách s vlakem jedoucím rychlostí 97 km/h přes most, který je následně vyhozen do vzduchu, jako odkaz na vrcholnou scénu ztroskotání vlaku v němém filmu Generál z roku 1926. V srpnu 2021 začalo natáčení v Birminghamu v městském nákupním centru Grand Central, a v září 2021 potvrdil kameraman filmu Martin Smith na Instagramu, že hlavní natáčení oficiálně skončilo.

### Postprodukce
Společnost Industrial Light & Magic se po čtvrté – již pro filmy Mission: Impossible, Mission: Impossible III a Mission: Impossible – Ghost Protocol – ujala vizuálních efektů pro film, spolu s beloFX, Blind LTD, Clear Angle Studios a Halon Entertainment.

### Hudba
Na začátku května 2020 bylo potvrzeno, že se vrací skladatel Lorne Balfe, aby složil hudbu k sedmému a osmému dílu Mission: Impossible, poté, co již skládal hudbu pro šestý film. Hudba z teaser-traileru byla 23. července 2022 digitálně vydána společností Paramount Music jako singl.

## Vydání filmu
Původně bylo stanoveno vydání na 23. července 2021, poté 19. listopadu 2021, poté 27. května 2022 a nakonec 30. září 2022. Z důvodu pandemie covidu-19 bylo uvedení filmu oddáleno na 13. července 2023 v Česku a 14. července v USA. V dubnu 2023 společnost Paramount na CinemaConu oznámila, že film pro USA bude uveden o dva dny dříve, tedy 12. července.
Film měl světovou premiéru na Španělských schodech v Římě 19. června 2023 a jeho finální uvedení do kin ve Spojených státech je naplánováno na 12. července 2023, v Česku na 13. července.

## Pokračování
Přímé pokračování, Dead Reckoning Part Two, má být uvedeno 28. června 2024 pro USA, v Česku 27. června, poté, co bylo odloženo kvůli pandemii covidu-19. Původně bylo avizováno, že oba filmy budou rozloučením s Mission: Impossible sérií, ale v červnu 2023 uvedl McQuarrie pro server Fandango, že první a druhá část sérii neukončí a že se připravují nápady na další díly. V červenci 2023 během propagace první části vyjádřil Cruise zájem pokračovat v natáčení dalších filmů série v roli Hunta.